# Gierzhagener Bach
Der Gierzhagener Bach ist ein rechter Nebenfluss der Sieg im Nordrhein-Westfalen Deutschland. Der Bach wird im Oberlauf Altehufener Bach und Hufener Bach, im Mittellauf Scheidsbach genannt. Die Gesamtlänge des Baches beträgt 10,1 km.

## Geographie
Der Bach entspringt im Nordosten von Altehufen auf 335 m ü. NHN als Altehufener Bach. Zunächst fließt er in südöstliche Richtung und erreicht nach kurzem Lauf Hufen. Hier mündet der Hufener Bach und so nennt sich der Bach auch im folgenden Abschnitt. Hier fließt der Bach in südwestliche Richtungen. Ab der Grenze zwischen Oberbergischem- und Rhein-Sieg-Kreis wird der Bach in der Deutschen Grundkarte als Scheidsbach verzeichnet. Diesen Namen findet man in der Deutschen Grundkarte bis südöstlich von Rommen, ab hier trägt der Bach den Namen Gierzhagener Bach. 
Bei Mittel mündet der aus Nordosten kommende Schnörringer Bach. Unmittelbar unterhalb von Windeck-Rosbach mündet der Bach auf 125 m ü. NHN rechtsseitig in die Sieg.
Auf seinem 10,1 km langen Weg überwindet der Gierzhagener Bach einen Höhenunterschied von 210 m, was einem mittleren Sohlgefälle von 20,8 ‰ entspricht. Er entwässert ein 18,0 km² großes Einzugsgebiet über Sieg und Rhein zur Nordsee.

### Nebenflüsse
Im Folgenden werden die Nebenflüsse des Gierzhagener Bachs genannt. Wichtigster Nebenfluss ist der 5,3 km lange Schnörringer Bach, der ein 6,019 km² großes Einzugsgebiet hat. 
| Name              | Lage   | Länge in km | EZG in km² | Mündungshöhe in m ü. NHN | GKZ      |
| ----------------- | ------ | ----------- | ---------- | ------------------------ | -------- |
| Hufener Bach      | links  | 1,4         |            | 271                      |          |
| Wärschsiefen      | links  | 0,4         |            | 258                      |          |
| Kellers Siefen    | links  | 0,5         |            | 254                      |          |
| Baumener Bach     | rechts | 1,5         | 0,656      | 253                      | 27256 12 |
| Hochwalds Siefen  | links  | 0,2         |            | 245                      |          |
| Mottertsiefen     | rechts | 0,7         |            | 238                      |          |
| Herfener Bach     | rechts | 0,8         |            | 237                      |          |
| Mühlenbach        | rechts | 2,2         |            | 217                      | 27256 14 |
| Schnörringer Bach | links  | 5,3         | 6,019      | 179                      | 27256 2  |
| Limbach           | links  | 2,0         | 1,444      | 154                      | 27256 4  |

#### Hufener Bach
Der Hufener Bach entsteht in Siefen, aus zwei Quellbächen, welche südlich von Waldbröl entspringen und in Hufen zusammenfließen. Die Quellhöhe des namentlichen Hufener Baches liegt bei 342 m unterhalb der Freiheit, die des westlicheren Altehufener Baches unmittelbar in Altehufen auf etwa 335 m. In der Gewässerstationierung wird der Altehufener Bach als Hauptarm geführt.
Nach der Vereinigung der beiden Bäche fließt der Hufener Bach über das Pochertal südlich von Baumen und Herfen, Krahwinkel, Wies, Seifen und Schönenbach nach Mittel.

#### Schnörringer Bach
Der Schnörringer Bach (GKZ 272562) entspringt bei 315 m Höhe südlich von Heide (Koordinaten). Danach fließt er durch Schnörringen und an der Vierbucher Mühle vorbei, um südlich von Bettenhagen mit dem Hufener Bach zusammenzufließen.
Zuflüsse
- Vierbucher Siefen (links), 1,0 km[2]

## Einzugsgebiet
Das Einzugsgebiet des Gierzhagener Baches umfasst 18 km². Neben den genannten Ortschaften liegen im Einzugsgebiet die Orte Langenberg, Öttershagen, Perseifen, Hau, Helzen, Helten, Wehn und Rommen.